# Nicolai Cleve Broch
Nicolai Cleve Broch (Bærum, 14 de novembre de 1975) és un actor de cinema i teatre noruec. Va arribar a la fama nacional interpretant un dels papers principals de la sèrie dramàtica Lekestue del 2002, emesa al canal públic NRK. També és conegut per interpretar el protagonista a la comèdia romàntica Buddy del 2003. Altres aparicions importants inclouen le spel·lícules Uno, Uro i Den siste revejakta. Més recentment, Cleve Broch fou nominat als Premis Amanda per la interpretació del resistent de la Segona Guerra Mundial Gregers Gram a Max Manus.

## Teatre
Cleve Broch va rebre la formació a l'Acadèmia Nacional de Teatre d'Oslo del 1996 al 1999. [3] Va debutar a l'obra Hjalmar og Frode. Des del 2005, Cleve Broch ha estat al Teatre Nacional d'Oslo, on ha representat a l'emperador romà Julià l'Apòstata a l'oba de Henrik Ibsen Emperador i Galileu. Anteriorment, va treballar a l'Oslo Nye Teater i al Det Norske Teatret, on va aparèixer en obres com La gavina d'Anton Txékhov i Qui té por de Virginia Woolf? d'Edward Albee. Cleve Broch va ser nomenat "Talent teatral de l'any" el 2002 pel diari Dagbladet.

## Filmografia

### Pel·lícules
| Any  | Programa                   | Caràcter     | Notes |
| ---- | -------------------------- | ------------ | ----- |
| 1995 | När alla vet               | Ulf          |       |
| 2006 | Uno                        | Morten       |       |
| 2006 | Uro                        | Hans Petter  |       |
| 2008 | Max Manus: Man of War      | Gregers Gram |       |
| 2013 | Gåten Ragnarok             | Allan        |       |
| 2018 | Mango - Lifes coincidences | Manuel       |       |

### Televisió
| Any  | Títol        | Caràcter            | Notes                           |
| ---- | ------------ | ------------------- | ------------------------------- |
| 2001 | Fox Grønland | Sven Harnes         |                                 |
| 2002 | Lekestue     | Roger               | Minisèrie                       |
| 2007 | Seks som oss | Aksel               |                                 |
| 2010 | Påpp & Råkk  | Cleeve              | a l'episodi "Platesignering"    |
| 2011 | Schmokk      | Daniel              |                                 |
| 2013 | Halvbroren   | Barnum              | Minisèrie                       |
| 2014 | Helt perfekt |                     | A l'episodi "Golden Goal Games" |
| 2015 | Frikjent     | Aksel Nilsen Borgen |                                 |
| 2019 | Beforeigners | Lars Haaland        |                                 |

## Premis
| Any  | Categoria                   | Premi         | Pel·lícula            | Resultat |
| ---- | --------------------------- | ------------- | --------------------- | -------- |
| 2007 | Millor actor                | Premis Amanda | Uro                   | Nominat  |
| 2009 | Millor actor de repartiment | Premis Amanda | Max Manus: Man of War | Nominat  |